# 北条貞俊 (時房流)
北条 貞俊（ほうじょう さだとし）は、鎌倉時代末期の北条氏の一門。
『太平記』巻十一「金剛山寄手等被誅事付佐介貞俊事」によると、後醍醐天皇らの討幕運動（元弘の乱）で貞俊は父・時俊と共に幕府方の武将として出陣する。貞俊は河内金剛山の千早城に立て籠もっていた楠木正成を攻めていたが、千種忠顕から後醍醐先帝の綸旨を受け取り、後醍醐方への寝返りを要請される。元々、北条高時に目を掛けられず低い地位に甘んじている自身の境遇に不満を持っており、元弘3年/正慶2年（1333年）5月の始め頃、剃髪して降伏した。建武政権から当初は阿波への流罪となったが、北条氏一族の徹底的な殲滅が強められることになり斬首に処された。
斬首の際、傍らにいる僧に、自身の太刀を妻子の元へ形見として送ることを依頼し、身柄を預かっている武将から太刀を引き渡してもらい、辞世の句を詠んだ後、念仏を十度高らかに唱えて首を討たれた。
「皆人の 世に有時は 数ならで 憂にはもれぬ 我身也けり」
依頼を受けた僧は、形見の太刀と貞俊が最期に身に纏っていた小袖を携え、急ぎ鎌倉に下り貞俊の妻を探し出し遺品を引き渡した。妻は、話を最後まで聞くことは無く、涙に咽び床に伏せる。悲嘆にくれるなか、やがて傍にあった硯を引き寄せ形見の小袖の褄に、一首を書き付けると小袖を頭から被り、太刀を胸に突き立て自害したという。
「誰見よと 信を人の 留めけん 堪て有べき 命ならぬに」